# Ернст Андерссон
Ернст А́ндерссон (швед. Ernst Andersson; нар. 26 березня 1909 — пом. 9 жовтня 1989) — шведський футболіст, що грав на позиції півзахисника. По завершенні ігрової кар'єри — тренер.

## Клубна кар'єра
У дорослому футболі дебютував 1927 року виступами за команду клубу «Гетеборг», кольори якої і захищав протягом усієї своєї кар'єри гравця, що тривала сімнадцять років. У складі «Гетеборга» був одним з головних бомбардирів команди, маючи середню результативність на рівні 0,38 голу за гру першості.

## Виступи за збірну
1931 року дебютував в офіційних матчах у складі національної збірної Швеції. Протягом кар'єри у національній команді, яка тривала 7 років, провів у формі головної команди країни 29 матчів, забивши 1 гол.
У складі збірної був учасником чемпіонату світу 1934 року в Італії.

## Кар'єра тренера
Розпочав тренерську кар'єру, ще продовжуючи грати на полі, 1941 року, очоливши тренерський штаб клубу «Гетеборг» як граючий тренер. Досвід тренерської роботи обмежився цим клубом.
Помер 9 жовтня 1989 року на 81-му році життя.